# Терригенный ил
Терригенный (гемипелагический) ил — мельчайшие продукты истирания горных пород, снесённые в море и отложенные на материковом склоне на глубинах от 200 до 1000 м.
Зона распространения этой разновидности ила — 250—300 км от берега; при наличии морских течений и при устьях больших рек (например, при устье Амазонки), терригенный ил может покрывать морское дно в 400—600 км от берега. Величина частиц терригенного ила меньше 0,01 мм.
В зависимости от своей окраски терригенный ил делится на:
- серый и синий ил (в составе присутствует сульфид железа);
- красный ил (содержит латерит — основу для краснозёмов в тропиках);
- зелёный ил (имеет в составе минерал глауконит).